# Bourguignons (Aube)
Pour les articles homonymes, voir Bourguignon.
 (avril 2024).
La mise en forme du texte ne suit pas les recommandations de Wikipédia : il faut le « wikifier ».
Les points d'amélioration suivants sont les cas les plus fréquents. Le détail des points à revoir est peut-être précisé sur la page de discussion.
- Les titres sont pré-formatés par le logiciel. Ils ne sont ni en capitales, ni en gras.
- Le texte ne doit pas être écrit en capitales (les noms de famille non plus), ni en gras, ni en italique, ni en « petit »…
- Le gras n'est utilisé que pour surligner le titre de l'article dans l'introduction, une seule fois.
- L'italique est rarement utilisé : mots en langue étrangère, titres d'œuvres, noms de bateaux, etc.
- Les citations ne sont pas en italique mais en corps de texte normal. Elles sont entourées par des guillemets français : « et ».
- Les listes à puces sont à éviter, des paragraphes rédigés étant largement préférés. Les tableaux sont à réserver à la présentation de données structurées (résultats, etc.).
- Les appels de note de bas de page (petits chiffres en exposant, introduits par l'outil «  Source ») sont à placer entre la fin de phrase et le point final[comme ça].
- Les liens internes (vers d'autres articles de Wikipédia) sont à choisir avec parcimonie. Créez des liens vers des articles approfondissant le sujet. Les termes génériques sans rapport avec le sujet sont à éviter, ainsi que les répétitions de liens vers un même terme.
- Les liens externes sont à placer uniquement dans une section « Liens externes », à la fin de l'article. Ces liens sont à choisir avec parcimonie suivant les règles définies. Si un lien sert de source à l'article, son insertion dans le texte est à faire par les notes de bas de page.
- La présentation des références doit suivre les conventions bibliographiques. Il est recommandé d'utiliser les modèles {{Ouvrage}}, {{Chapitre}}, {{Article}}, {{Lien web}} et/ou {{Bibliographie}}. Le mode d'édition visuel peut mettre en forme automatiquement les références.
- Insérer une infobox (cadre d'informations à droite) n'est pas obligatoire pour parachever la mise en page.

Pour une aide détaillée, merci de consulter Aide:Wikification.
Si vous pensez que ces points ont été résolus, vous pouvez retirer ce bandeau et améliorer la mise en forme d'un autre article.
Bourguignons est une commune française, située dans le département de l'Aube en région Grand Est.
La commune qui comptait 544 habitants, appelés Berguignons, en 1851 a vu sa population progressivement diminuer pour se stabiliser aux environs de 270 au XXIe siècle.
L'église paroissiale Saint-Valier, datée du XVIe siècle, est inscrite à l'inventaire des monuments historiques, de même que plusieurs objets qu'elle renferme.

## Géographie

### Localisation
Bourguignons (Aube) est un village de la Côte des Bar limitrophe de la commune de Bar-sur-Seine. À vol d'oiseau, la commune est située à 14,2 km de Vendeuvre-sur-Barse, à 28,1 km au sud-est de Troyes et à environ 7 km de l'aérodrome de Bar-sur-Seine.
En 1837, à l'angle que forme la route principale avec celle menant au hameau de Foolz, se trouvait une ancienne borne qui rappelait la division de la France en provinces : on y lisait d'un côté « Champagne » et de l'autre « Bourgogne ».

### Communes limitrophes
À vol d'oiseau, les cinq communes les plus proches du territoire sont Bar-sur-Seine, Fralignes, Virey-sous-Bar, Merrey-sur-Arce et Courtenot.
|                          | Fralignes    |                               |
| Virey-sous-Bar Courtenot | Bourguignons |                               |
| Jully-sur-Sarce          |              | Bar-sur-Seine Merrey-sur-Arce |

La grande ville la plus proche de Bourguignons hors Paris est Dijon (103,2 km).

### Géologie et relief
La superficie de la commune est de 1 642 hectares ; son altitude varie entre 142 et 240 mètres. Située à basse altitude, la commune est installée au fond de la vallée alluviale de la Seine et est encadrée par les plateaux calcaires du Tithonien.

### Hydrographie
La commune est dans la région hydrographique « la Seine de sa source au confluent de l'Oise (exclu) » au sein du bassin Seine-Normandie. Elle est drainée par la Seine, l'aqueduc Souterrain, le Fossé 01 de la Fontaine de Bias, le Fossé 01 de la Grande Voie, la Seine et divers autres petits cours d'eau,.
Les caractéristiques hydrologiques de la Seine sont données par la station hydrologique la plus proche, située sur la commune voisine de Bar-sur-Seine. Le débit moyen mensuel est de 24 m3/s. Le débit moyen journalier maximum est de 315 m3/s, atteint lors de la crue du 17 janvier 1955. Le débit instantané maximal est quant à lui de 285 m3/s, atteint le 25 janvier 2018.
L'Aqueduc Souterrain est un aqueduc,de type conduite forcée, de 19,4 km. Il relie la commune de Loches-sur-Ource à la commune de Courtenot.

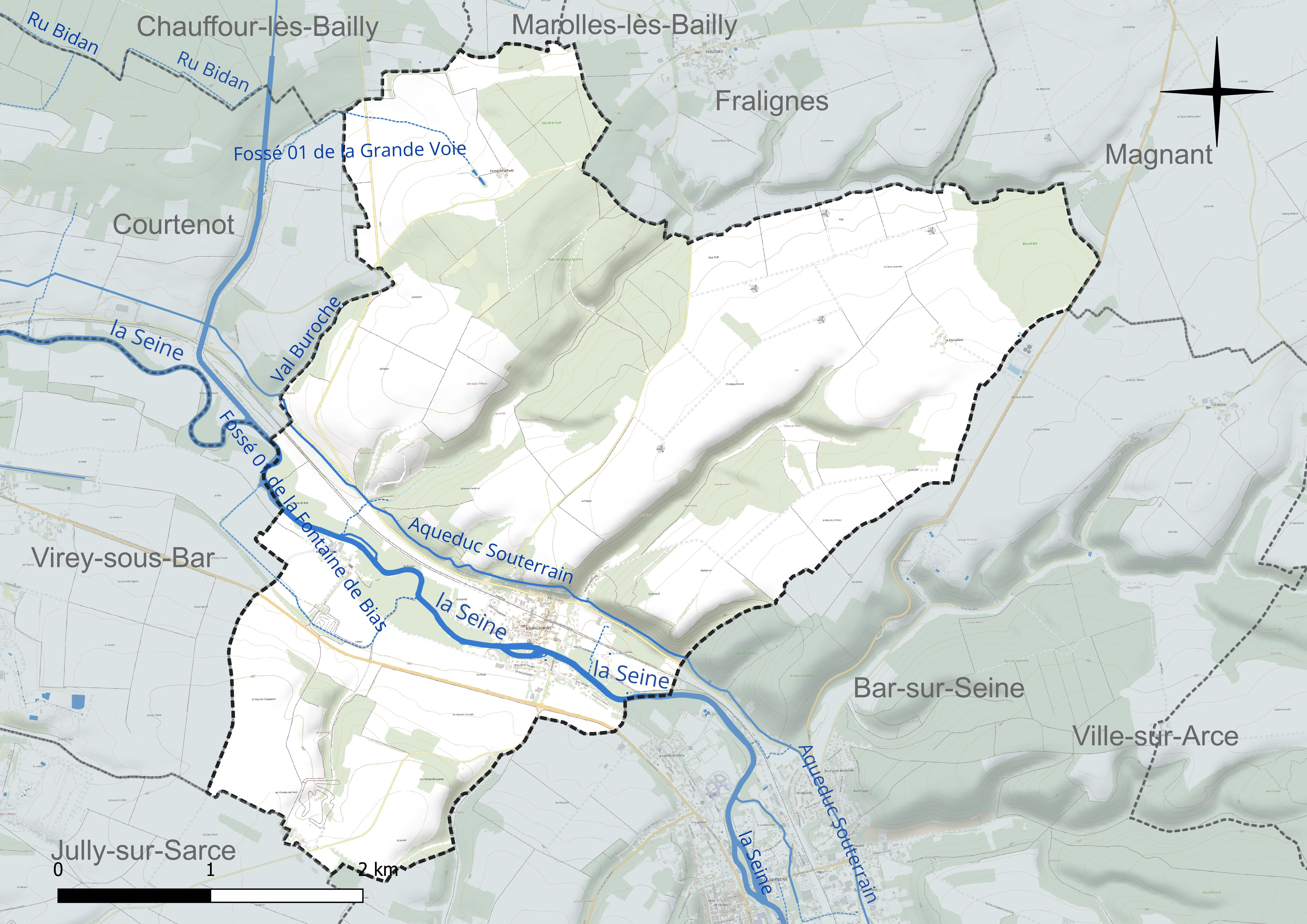
Réseau hydrographique de Bourguignons.

### Climat
Pour des articles plus généraux, voir Climat du Grand Est et Climat de l'Aube.
En 2010, le climat de la commune est de type climat océanique dégradé des plaines du Centre et du Nord, selon une étude du Centre national de la recherche scientifique s'appuyant sur une série de données couvrant la période 1971-2000. En 2020, Météo-France publie une typologie des climats de la France métropolitaine dans laquelle la commune est exposée à un climat océanique altéré et est dans la région climatique Lorraine, plateau de Langres, Morvan, caractérisée par un hiver rude (1,5 °C), des vents modérés et des brouillards fréquents en automne et hiver.
Pour la période 1971-2000, la température annuelle moyenne est de 10,8 °C, avec une amplitude thermique annuelle de 15,3 °C. Le cumul annuel moyen de précipitations est de 789 mm, avec 12,7 jours de précipitations en janvier et 8,2 jours en juillet. Pour la période 1991-2020, la température moyenne annuelle observée sur la station météorologique de Météo-France la plus proche, « Celles-sur-ource », sur la commune de Celles-sur-Ource à 7 km à vol d'oiseau, est de 11,4 °C et le cumul annuel moyen de précipitations est de 747,2 mm. 
La température maximale relevée sur cette station est de 40,6 °C, atteinte le 25 juillet 2019 ; la température minimale est de −15 °C, atteinte le 1er mars 2005,,.
Les paramètres climatiques de la commune ont été estimés pour le milieu du siècle (2041-2070) selon différents scénarios d'émission de gaz à effet de serre à partir des nouvelles projections climatiques de référence DRIAS-2020. Ils sont consultables sur un site dédié publié par Météo-France en novembre 2022.

### Voies de communication et transports
Située au sud de l'autoroute française A5, la commune est traversée par la route départementale 671, qui suit la vallée de la Seine jusqu'à la ville de Dijon. En 2012, une succession d'accidents amène le quotidien L'Est-Éclair à poser la question de la dangerosité de cette portion de route, et au mécontentement de plusieurs maires ainsi que des riverains de l'ex-nationale 71. Deux ans plus tard, les riverains assistent malheureusement à un nouvel accident impliquant la mort d'une jeune femme de 18 ans à Bourguignons.
La commune est traversée par la voie ferrée Troyes - Châtillon-sur-Seine, le sentier de grande randonnée 2 et par la ligne de bus no 04 « Troyes -- Châtillon-sur-Seine » du réseau de bus Les Courriers de l'Aube.

## Urbanisme

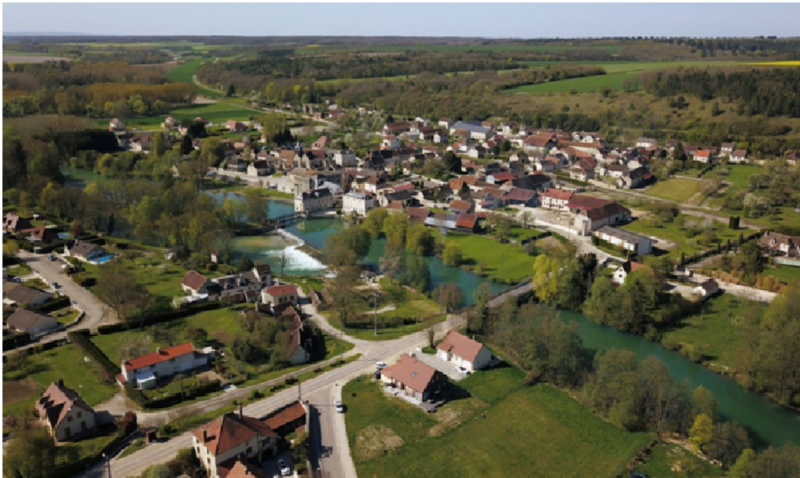
Vue aérienne du village.

Le village de Bourguignons s’étire principalement entre la Seine et une rude falaise « la Côte » occupée par une pelouse calcaire sèche exposée plein sud.
Rien ici ne rappelle les paysages opulents et plats de Champagne car la large vallée de la Seine s’encaisse et se referme brusquement, faisant de la commune la porte du Barrois et marquant la frontière historique et politique entre les anciennes provinces de Champagne et de Bourgogne. Le relief des plateaux calcaires est tourmenté avec un sol généralement pauvre. S’y découpent des vallées riantes et de petits vallons à fond plat, des « comes », bordés de coteaux pentus. Le village occupe la vallée de la Seine.
Le village est né sur la Seine et par la Seine et c’est dès les premiers âges de l’humanité que la vie s’est installée sur ce terroir, les os et bois de cerf façonnés trouvés ici, attestent que des peuplades sédentaires ont vécu précocement dans ces lieux.
Il occupa jadis, une situation privilégiée sur le grand axe naturel « Manche-Seine-Saône-Rhône-Méditerranée », puis sur la voie romaine Troyes-Langres et enfin, sur la route Troyes-Dijon qui fut successivement royale, impériale, puis nationale et récemment départementale 671.
Cependant le village, bien que jouissant d’une situation géographique privilégiée, n’a pas connu l’extension ou l’essor des bourgs et des cités en aval. Bourguignons reste un modeste village d’à peine 300 âmes, à proximité d’une petite ville, Bar-sur-Seine. C’est un village accueillant et tranquille où il fait bon vivre.
Chacun pourra trouver ci-après, des monographies concernant la mairie, l’église Saint-Vallier, la maison de la Providence, l’ancien hôpital du Saint-Esprit, les lavoirs, les trois cafés et le château de Foolz.

### Typologie
Au 1er janvier 2024, Bourguignons est catégorisée commune rurale à habitat dispersé, selon la nouvelle grille communale de densité à 7 niveaux définie par l'Insee en 2022.
Elle est située hors unité urbaine. Par ailleurs la commune fait partie de l'aire d'attraction de Bar-sur-Seine, dont elle est une commune de la couronne,. Cette aire, qui regroupe 7 communes, est catégorisée dans les aires de moins de 50 000 habitants,.

### Occupation des sols
L'occupation des sols de la commune, telle qu'elle ressort de la base de données européenne d’occupation biophysique des sols Corine Land Cover (CLC), est marquée par l'importance des territoires agricoles (62,4 % en 2018), en diminution par rapport à 1990 (63,9 %). La répartition détaillée en 2018 est la suivante :
terres arables (60,8 %), forêts (35,2 %), zones urbanisées (2,4 %), zones agricoles hétérogènes (1,3 %), prairies (0,2 %). L'évolution de l’occupation des sols de la commune et de ses infrastructures peut être observée sur les différentes représentations cartographiques du territoire : la carte de Cassini (XVIIIe siècle), la carte d'état-major (1820-1866) et les cartes ou photos aériennes de l'IGN pour la période actuelle (1950 à aujourd'hui).

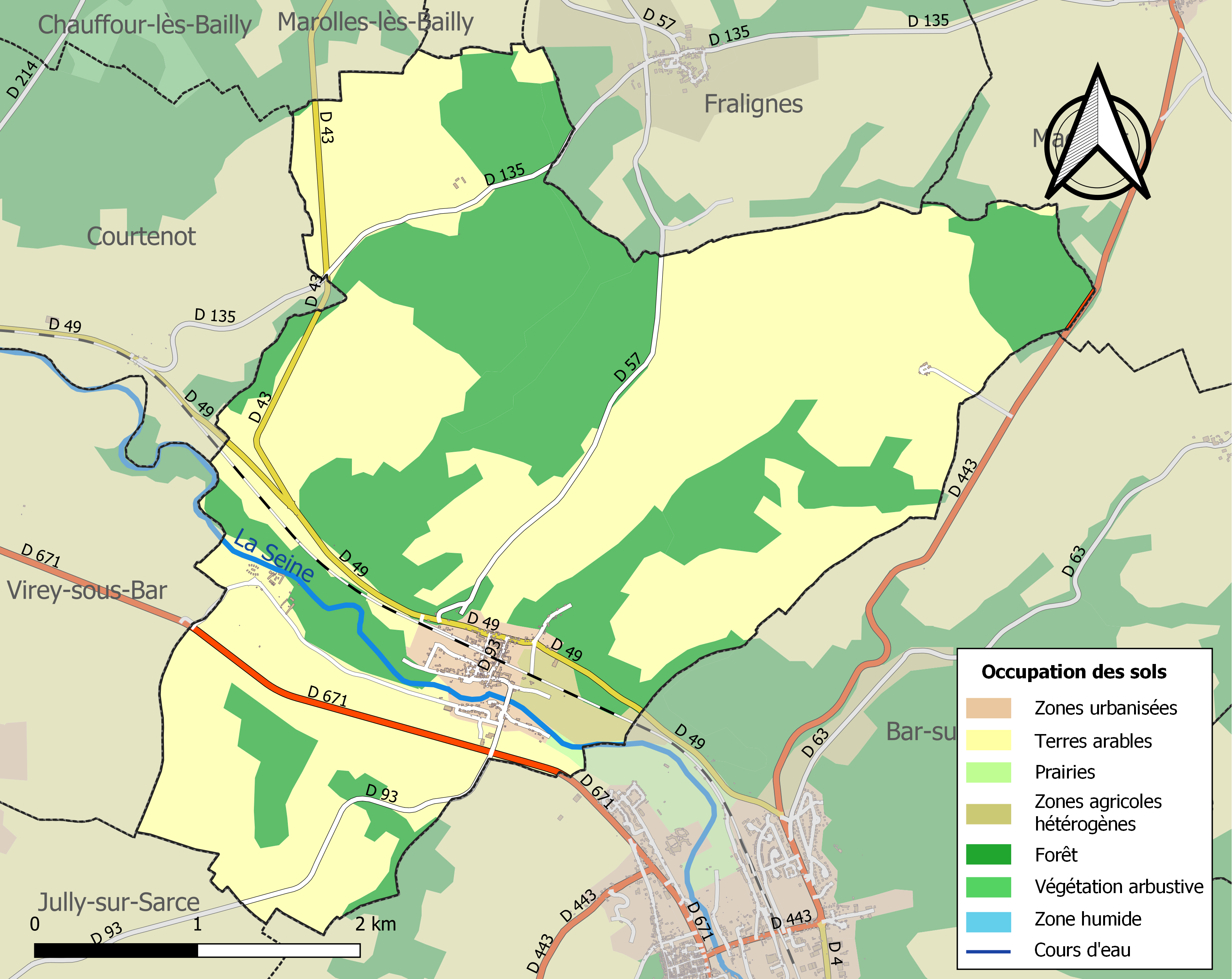
Carte des infrastructures et de l'occupation des sols de la commune en 2018 (CLC).

### Logement
En 2009, le nombre total de logements dans la commune était de 134, alors qu'il était de 126 en 1999. Parmi ces logements, 82,8 % étaient des résidences principales, 6,7 % des résidences secondaires et 10,4 % des logements vacants. Ces logements étaient en totalité des maisons individuelles. La proportion des résidences principales, propriétés de leurs occupants était de 85,6 %, en légère baisse par rapport à 1999 (88,0 %). La part de logements HLM loués vides (logements sociaux) était de 1,8 % contre 2,0 % en 1999.

### Projets d'aménagements
Durant les années 2011-2013, les principaux aménagements ont été relatifs à la réhabilitation de la mairie. La municipalité envisage ensuite « la réfection de la voirie et voir où et comment, on peut trouver des terrains à bâtir. » ainsi qu'un « projet éolien ». Ce dernier projet est toutefois refusé par le préfet de l'Aube le 31 janvier 2014.

## Toponymie
Les linguistes Albert Dauzat et Gérard Taverdet citent le nom Bulgundio avant 854 et Burgungnuns en 1175. Le toponymiste Ernest Nègre cite Bulgundio en 871, Burgungnuns en 1175, nom qui viendrait du germanique Burgundio « le Burgonde » modernisé avant le XIIe siècle en Bourguignons, c'est-à-dire « Habitants du duché de Bourgogne ».

## Histoire

### Antiquité
La présence d'habitants à l'époque gallo-romaine est attestée depuis la découverte d'une meule et d'un couteau en fer durant les travaux entre 1878 et 1882 de construction du canal de la Haute-Seine.

### Moyen Âge
Sous les Carolingiens, Bourguignons dépend de Lasticum et marque la limite nord de l'important archidiaconé du Lassois.
En 1180, Hélie de Bourguignons fait donation du château de Jully construit en 987 par son aïeul Milon comte de Tonnerre  à l'abbaye de Jully-les-Nonnains, prieuré féminin de l'abbaye de Molesmes fondé en 1145.

### Temps modernes
Durant la Renaissance, les seigneurs de Bourguignons appartenaient à la famille de Dinteville. En 1596, Marguerite de Dinteville, dame de Polisy fonde l’hôpital du Saint-Esprit. Elle et son époux Joachim de Dinteville dotèrent l'hôpital de toutes leurs terres en Bourguignons et de la vicomté de Foolz, l'établissement doit soigner en priorité les habitants du village et en cas de possibilité ceux d'Auxon, Dinteville, Laubressel, Thennelières, la Vacherie, Spoy et Meurville. L'hôpital recevait des donations de l'Hôpital général de Paris et celui de Bourguignons vendit en 1718 les terres qui lui procuraient des revenus.
Il existait des moulins banaux et un qui servait à un papetier attesté de 1544 à 1608. Il est attesté une tour détruite en 1591 pendant les guerres de Religion. Elle se situait sur la falaise dite du Calvaire.
En 1789, le village dépendait de l'intendance de Dijon, de la recette et de l'élection de Bar-sur-Seine et du bailliage de Bar-sur-Seine.

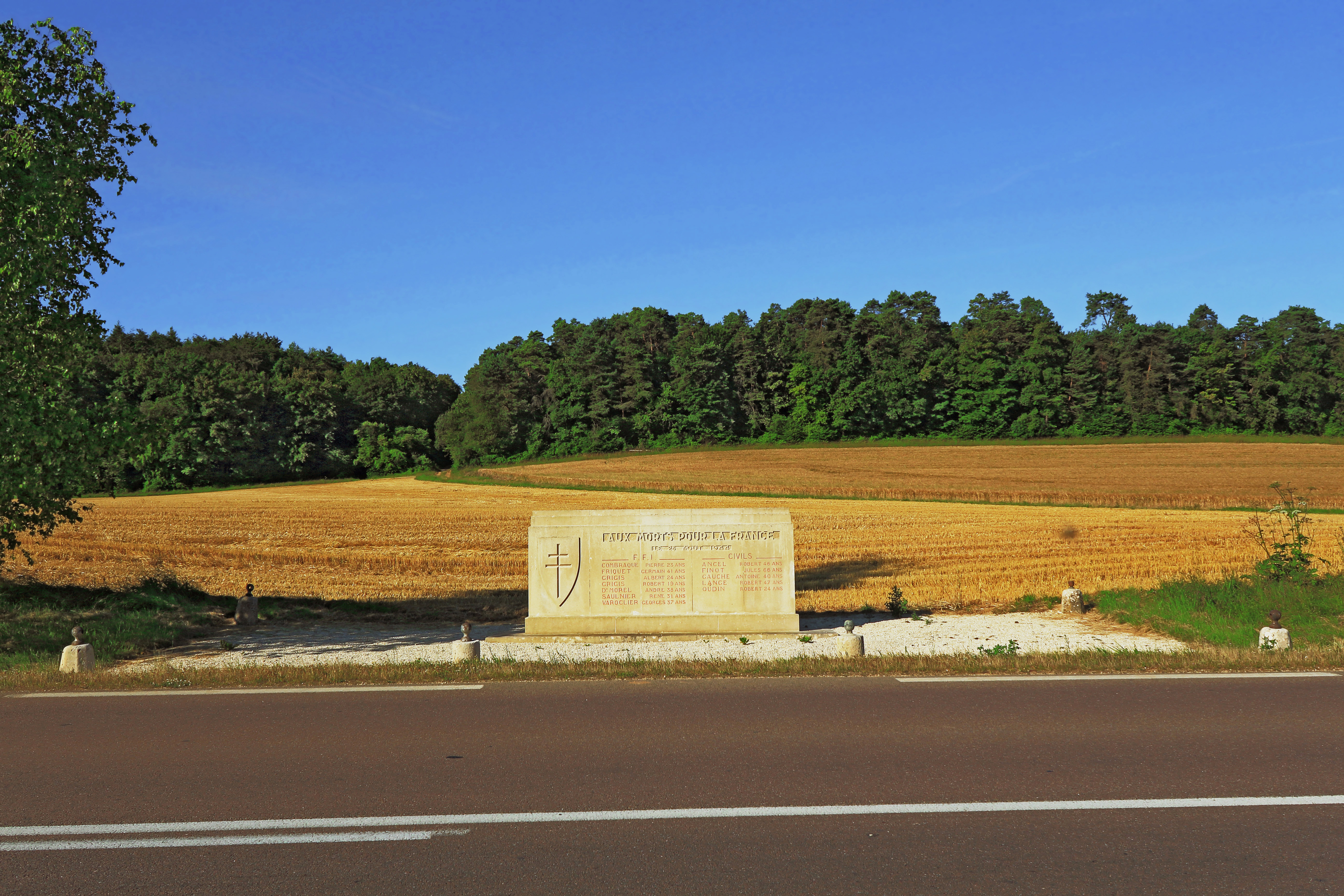
Monument aux morts lors de la libération de l'Aube le 28 août 1944...
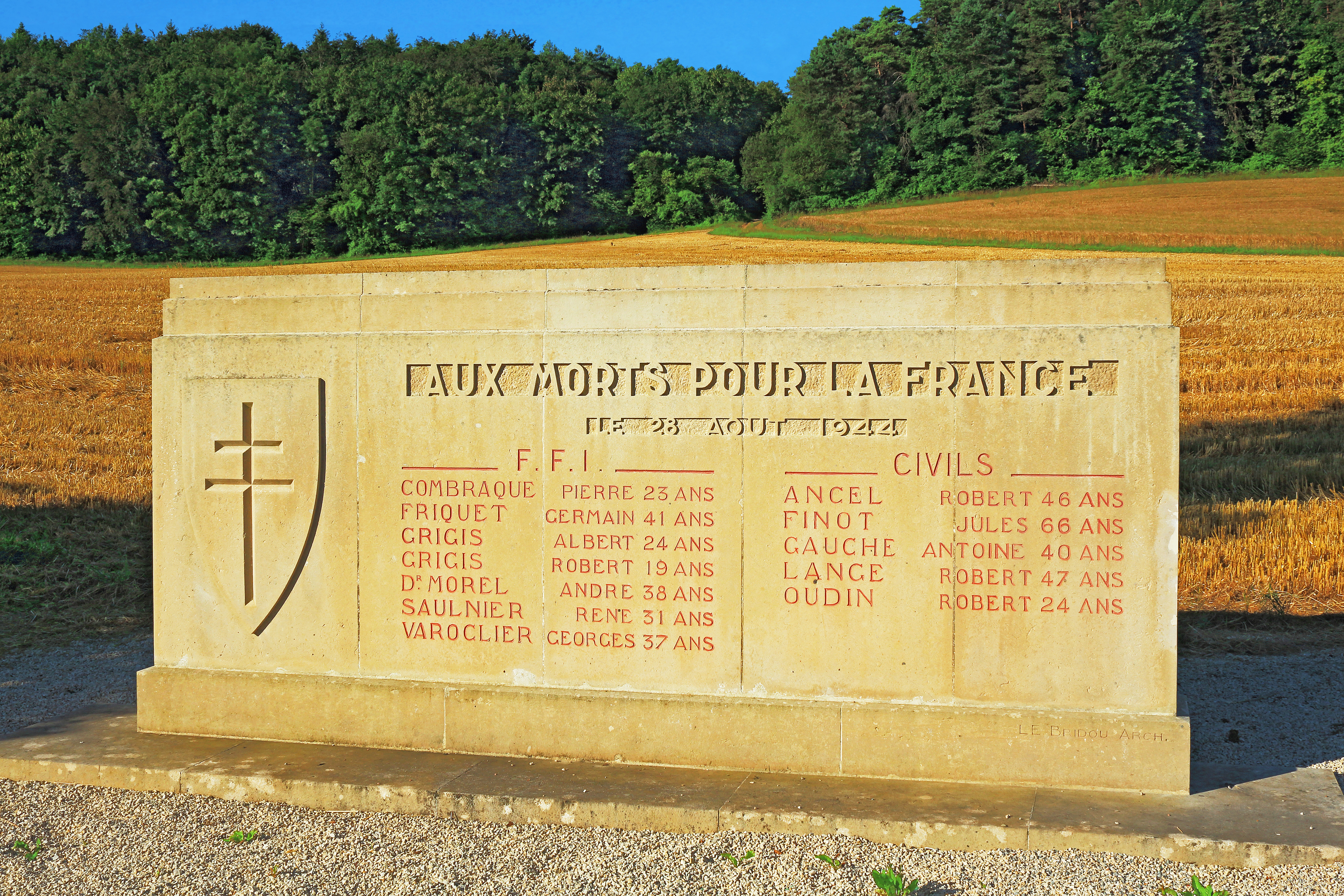
Sept résistants F.F.I. et cinq civils.

## Politique et administration

### Tendances politiques et résultats
Au second tour de l'élection présidentielle de 2007, 65,55 % des suffrages se sont exprimés pour Nicolas Sarkozy (UMP), 34,45 % pour Ségolène Royal (PS), avec un taux de participation de 89,58 %.
Au second tour de l'élection présidentielle de 2012, 61,42 % des suffrages se sont exprimés pour Nicolas Sarkozy (UMP), 38,58 % pour François Hollande (PS), avec un taux de participation de 89,74 %.

### Administration municipale
Le nombre d'habitants de la commune étant compris entre 100 et 500, le nombre de membres du conseil municipal est de 11.

### Liste des maires
| Période                                  | Période    | Identité                                     | Étiquette | Qualité  |
| ---------------------------------------- | ---------- | -------------------------------------------- | --------- | -------- |
| Les données manquantes sont à compléter. |            |                                              |           |          |
|                                          | avant 1857 | Clement-Laurey                               |           |          |
| mars 2001                                | mars 2008  | Daniel Franzino                              |           |          |
| mars 2008                                | En cours   | Claude Berlot Réélu pour le mandat 2020-2026 | DVD       | Retraité |

### Instances judiciaires et administratives
Bourguignons relève du tribunal d'instance de Troyes, du tribunal de grande instance de Troyes, de la cour d'appel de Reims, du tribunal pour enfants de Troyes, du conseil de prud'hommes de Troyes, du tribunal de commerce de Troyes, du tribunal administratif de Châlons-en-Champagne et de la cour administrative d'appel de Nancy.

### Finances locales
De 2008 à 2013, la gestion municipale a permis de diminuer l'annuité de la dette de maintenir mais la capacité d'autofinancement nette du remboursement en capital des emprunts est restée un taux par habitant inférieur à celui des communes de même type :
| Année | Dans la commune | Moyenne de la strate |
| ----- | --------------- | -------------------- |
| 2008  | 196 €           | 157 €                |
| 2009  | - 135 €         | 161 €                |
| 2010  | - 87 €          | 112 €                |
| 2011  | 99 €            | 139 €                |
| 2012  | 121 €           | 150 €                |

### Jumelages
Au 4 mars 2014, Bourguignons n'est jumelée avec aucune commune.

## Population et société

### Démographie
Les habitants de la commune sont appelés les Berguignons.

#### Évolution démographie
L'évolution du nombre d'habitants est connue à travers les recensements de la population effectués dans la commune depuis 1793. Pour les communes de moins de 10 000 habitants, une enquête de recensement portant sur toute la population est réalisée tous les cinq ans, les populations de référence des années intermédiaires étant quant à elles estimées par interpolation ou extrapolation. Pour la commune, le premier recensement exhaustif entrant dans le cadre du nouveau dispositif a été réalisé en 2004.

En 2022, la commune comptait 252 habitants, en évolution de −13,4 % par rapport à 2016 (Aube : +0,7 %, France hors Mayotte : +2,11 %).
| 1793 | 1800 | 1806 | 1821 | 1831 | 1836 | 1841 | 1846 | 1851 |
| ---- | ---- | ---- | ---- | ---- | ---- | ---- | ---- | ---- |
| 524  | 544  | 544  | 466  | 470  | 518  | 522  | 525  | 544  |

| 1856 | 1861 | 1866 | 1872 | 1876 | 1881 | 1886 | 1891 | 1896 |
| ---- | ---- | ---- | ---- | ---- | ---- | ---- | ---- | ---- |
| 525  | 513  | 482  | 466  | 440  | 409  | 390  | 380  | 345  |

| 1901 | 1906 | 1911 | 1921 | 1926 | 1931 | 1936 | 1946 | 1954 |
| ---- | ---- | ---- | ---- | ---- | ---- | ---- | ---- | ---- |
| 312  | 326  | 286  | 275  | 275  | 267  | 256  | 275  | 248  |

| 1962 | 1968 | 1975 | 1982 | 1990 | 1999 | 2004 | 2006 | 2009 |
| ---- | ---- | ---- | ---- | ---- | ---- | ---- | ---- | ---- |
| 233  | 256  | 219  | 220  | 261  | 280  | 282  | 282  | 277  |

| 2014 | 2019 | 2022 | - | - | - | - | - | - |
| ---- | ---- | ---- | - | - | - | - | - | - |
| 291  | 266  | 252  | - | - | - | - | - | - |

#### Pyramide des âges
En 2021, le taux de personnes d'un âge inférieur à 30 ans s'élève à 28,7 %, soit en dessous de la moyenne départementale (35,0 %). À l'inverse, le taux de personnes d'âge supérieur à 60 ans est de 33,4 % la même année, alors qu'il est de 28,2 % au niveau départemental.
En 2021, la commune comptait 119 hommes pour 136 femmes, soit un taux de 53,33 % de femmes, légèrement supérieur au taux départemental (51,30 %).
Les pyramides des âges de la commune et du département s'établissent comme suit :
| Hommes | Classe d’âge | Femmes |
| ------ | ------------ | ------ |
| 0,0    | 90 ou +      | 0,0    |
| 5,2    | 75-89 ans    | 7,6    |
| 27,0   | 60-74 ans    | 27,0   |
| 26,8   | 45-59 ans    | 20,3   |
| 13,1   | 30-44 ans    | 15,7   |
| 14,3   | 15-29 ans    | 12,8   |
| 13,5   | 0-14 ans     | 16,6   |

| Hommes | Classe d’âge | Femmes |
| ------ | ------------ | ------ |
| 0,8    | 90 ou +      | 2,1    |
| 7,4    | 75-89 ans    | 10,2   |
| 17,4   | 60-74 ans    | 18,4   |
| 19,4   | 45-59 ans    | 19     |
| 17,8   | 30-44 ans    | 17,3   |
| 18,3   | 15-29 ans    | 15,9   |
| 19     | 0-14 ans     | 17,1   |

### Enseignement
Bourguignons est située dans l'académie de Reims.
La commune n'administre ni école maternelle ni école élémentaire.

### Sports
La commune dispose d'un centre de loisirs pour quads et 4×4.

### Médias
Le quotidien régional L'Est-Éclair assure la publication des informations locales à la commune. Il existe aussi La Revue agricole de l'Aube, hebdomadaire d'informations agricoles, viticoles et rurales.
La commune ne dispose pas de nœud de raccordement ADSL installé dans cette commune, ni de connexion à un réseau de fibre optique. Les lignes téléphoniques sont raccordées à des équipements situés à Bar-sur-Seine.

### Cultes
Seul le culte catholique est célébré à Bourguignons. La commune est l'une des douze communes regroupées dans la paroisse « de Bar-sur-Seine », l'une des neuf paroisses de l'espace pastoral « Côtes des Bar » au sein du diocèse de Troyes, le lieu de culte est l'église paroissiale Saint-Vallier.

## Économie

### Revenus de la population et fiscalité
En 2011, le revenu fiscal médian par ménage était de 34 189 €, ce qui plaçait Bourguignons au 8 366e rang parmi les 34 579 communes de plus de 49 ménages en métropole.
En 2009, 41,4 % des foyers fiscaux n'étaient pas imposables.

### Emploi
En 2009, la population âgée de 15 à 64 ans s'élevait à 181 personnes, parmi lesquelles on comptait 70,7 % d'actifs dont 66,9 % ayant un emploi et 3,9 % de chômeurs.
On comptait 41 emplois dans la zone d'emploi, contre 29 en 1999. Le nombre d'actifs ayant un emploi résidant dans la zone d'emploi étant de 121, l'indicateur de concentration d'emploi est de 33,9 %, ce qui signifie que la zone d'emploi n'offre qu'un emploi pour trois habitants actifs.

### Entreprises et commerces
Au 31 décembre 2010, Bourguignons comptait 26 établissements : 14 dans l’agriculture-sylviculture-pêche, 4 dans l'industrie, 1 dans la construction, 5 dans le commerce-transports-services divers et 2 étaient relatifs au secteur administratif.
En 2011, une entreprise a été créée à Bourguignons.
Bourguignons est l'une des communes où peut être produit le chaource qui bénéficie d'une appellation d'origine contrôlée (AOC) depuis 1970 et d'une appellation d'origine protégée (AOP) (équivalent européen) depuis 1996.

## Culture locale et patrimoine
La commune compte un monument inscrit à l'inventaire des monuments historiques et un monument répertorié à l'inventaire général du patrimoine culturel. Par ailleurs, elle compte 8 objets répertoriés à l'inventaire des monuments historiques et 18 objets répertoriés à l'inventaire général du patrimoine culturel.
L'église paroissiale Saint-Valier, datée du XVIe siècle, est inscrite depuis le 28 mai 1926. L'église renferme deux objets « classés » et cinq objets « inscrits » à l'inventaire des monuments historiques.
La minoterie Laurey-Poichet construite durant la première moitié du XIXe siècle, puis Boccard-Laurey, puis Boccard, a été transformée en centrale hydroélectrique. Ce bâtiment est répertorié au patrimoine industriel de la France.
On peut également citer le lavoir et le château de Foolz construit au XVIIIe siècle.

### Église St Vallier
Architecture

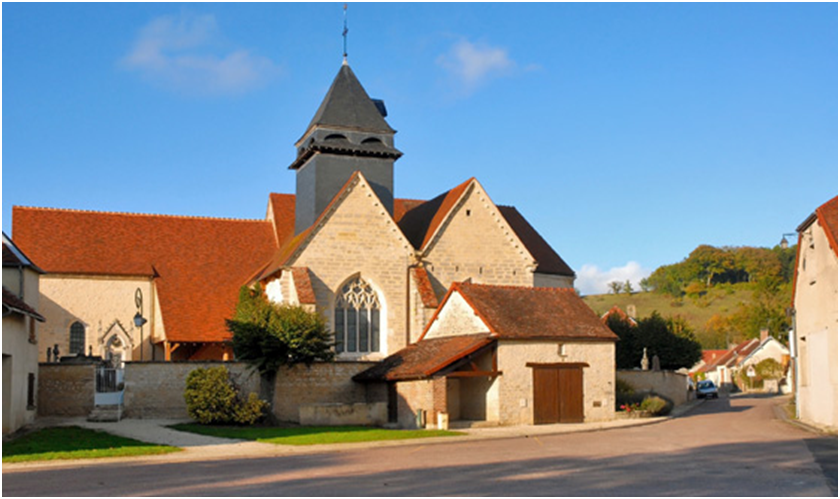
Église Saint-Vallier côté sud.

L’église romane Saint-Vallier, située au centre du village, a été inscrite à l’inventaire supplémentaire des monuments historiques le 29 mai 1928. Elle fait partie de ce groupe d’églises champenoises dont le transept et le chœur, à la charge des décimateurs, ont été reconstruits à la fin du XVe siècle et au début du XVIe siècle, alors que les nefs, à la charge des paroissiens, ont été le plus souvent conservées faute de moyens.
Son plan en croix latine se compose d’une courte et basse nef unique dont la partie occidentale date du XIIe siècle, d’un double transept et d’une abside à trois pans, terminée par un chevet plat. Ces doubles transepts et chevets plats ont connu un grand développement dans la région troyenne au XVIe siècle et correspondent souvent à l’amorce d’une reconstruction de la nef non poursuivie, comme c’est le cas ici.
Le double transept sud date de 1520 et le côté nord a été construit dans le même style en 1874 par l’abbé Rouby, desservant de la paroisse, et à ses frais.

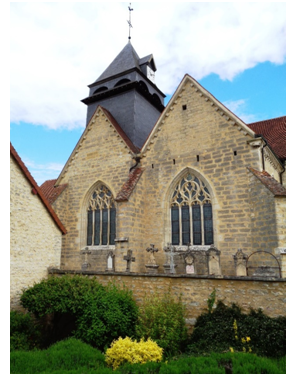
Double transept.

Les bras sud du transept sont éclairés par de larges baies en arc brisé, à quatre lancettes, garnies d’un remplage flamboyant. La différence de style des remplages des baies du transept et du chœur laisse à penser que le transept est antérieur de quelques années au chœur aux fenêtres nettement Renaissance.
La croisée est surmontée d’un petit clocher carré terminé en pyramide.

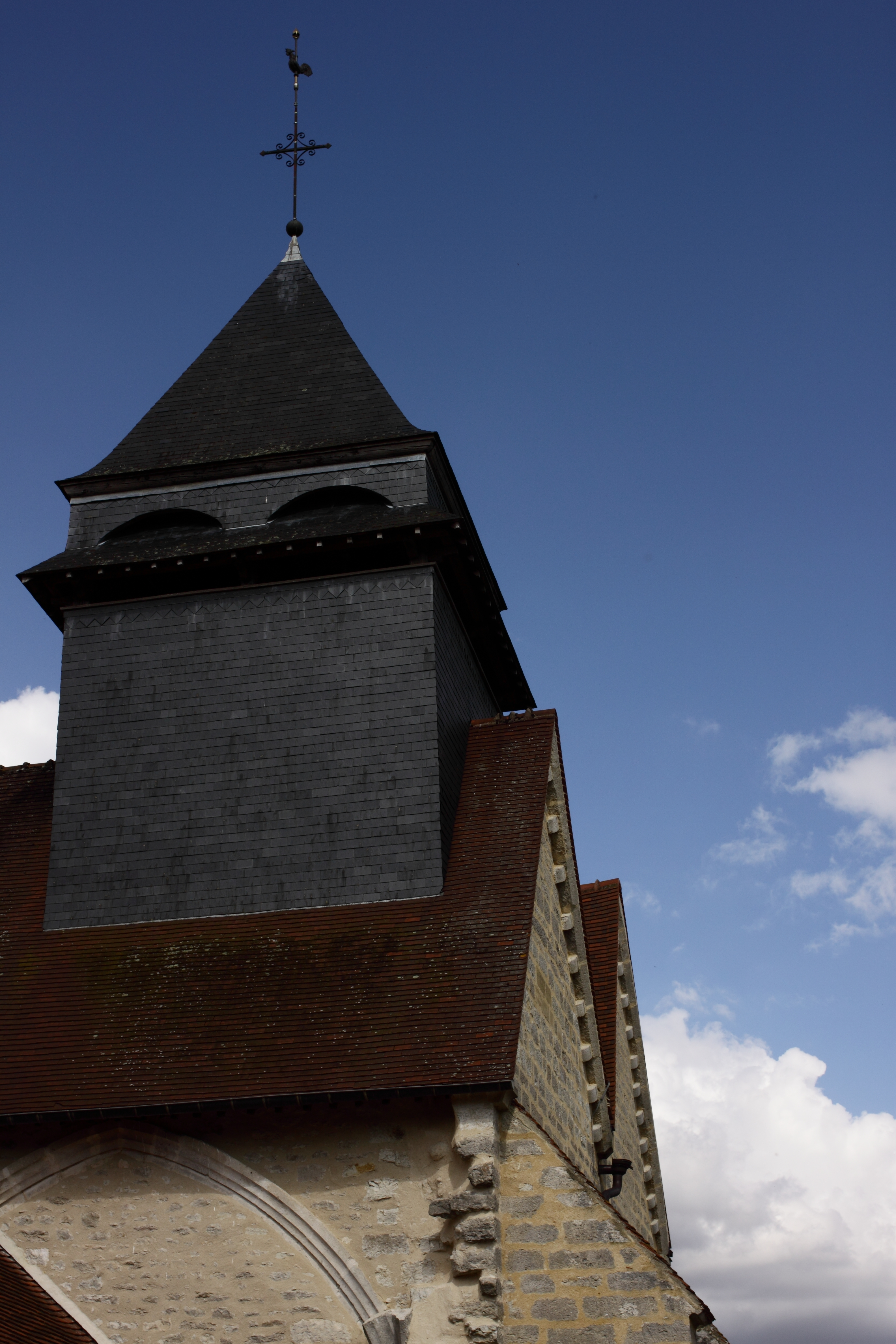
Le clocher de l'église paroissiale.

L’abside, de même hauteur que le transept, est épaulée par deux gros contreforts d’angle. Chaque pan est percé d’une fenêtre en plein cintre à réseau Renaissance. Les façades latérales du double transept, séparées par un contrefort, présentent les caractéristiques que l’on rencontre dans beaucoup d’églises auboises à double transept : un pignon et une couverture indépendante par travée.
La corniche à modillons simplement épannelés qui court sous la couverture des transepts est la seule décoration extérieure de l’édifice du XVIe siècle. Certains de ces modillons sculptés représentent des têtes caricaturales.

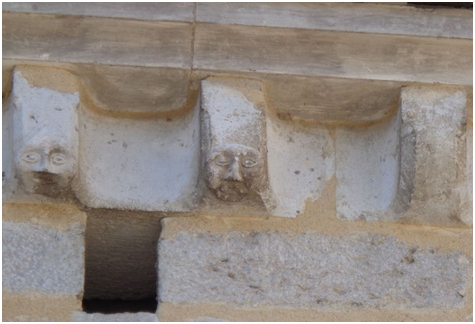
Corniche à modillons.

L’édifice est couvert d’une voûte d’ogives du XIXe siècle qui retombe par pénétration sur les piles engagées. Le restaurateur a su assez bien harmoniser les moulures modernes avec celles des piliers du transept. Ces piles à noyau cylindrique, courtes et trapues reposent sur des bases à moulures arrondies séparées par des gorges et des cavets. Les voûtes y pénètrent sans chapiteau.

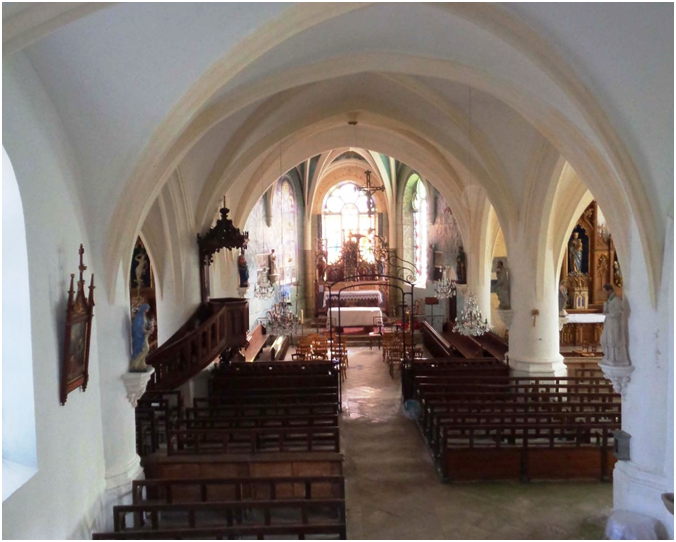
Voute d'ogives.

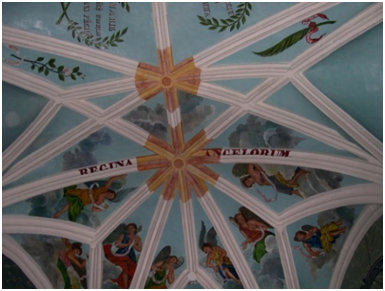
Voute du chœur.

La restauration complète de l’église a été réalisée entre 1989 et 2010. Ces importants travaux de charpente, couverture et maçonnerie ont débuté par le clocher, puis le chevet, ensuite les transepts et enfin, la nef avec la restauration des vitraux et des peintures intérieures. La réfection de l’édifice a été financée par la commune qui a bénéficié des aides du département, de la région, de l’état (ministère des affaires culturelles) des fonds parlementaires et de la Sauvegarde de l’Art français
Vitraux
Les fragments des vitraux Renaissance, classés M.H. en 1913, remontés dans les baies gothiques de l’édifice, sont les vestiges des verrières fin XVe siècle, début XVIe siècle, détruites par un ouragan le 16 juillet 1865. Il s’agissait en particulier d’un vitrail de saint Nicolas et de quatre lancettes représentant le Christ, l’éducation de la Vierge et sainte Marguerite. Quelques fragments de ce dernier vitrail ont été placés dans la baie située derrière l’autel en 1939. La baie de la sacristie a été garnie d’un saint Vallier céphalophore placé sous un dais d’architecture entre deux bouquets, portant les monogrammes du Christ et de la Vierge. Il date du XVe siècle.

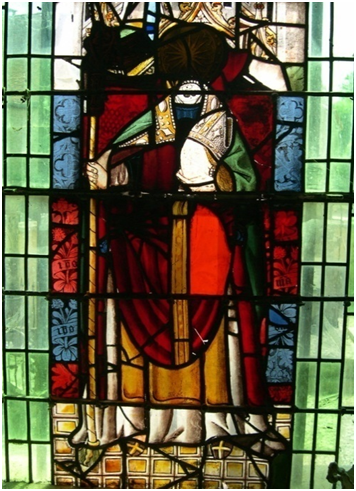
Le vitrail de saint Vallier patron de la paroisse, portant sa tête, (fin du XV^{e}), inscrit à l’ISMH en 1985.

Les fragments de vitraux du xvie du transept sud, sont rescapés de l’ouragan de 1865 : Dieu le père, les anges musiciens et même un satyre.

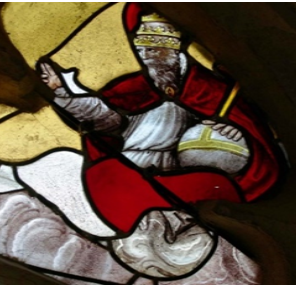
Dieu le Père.
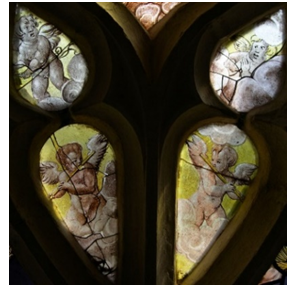
Les anges musiciens.
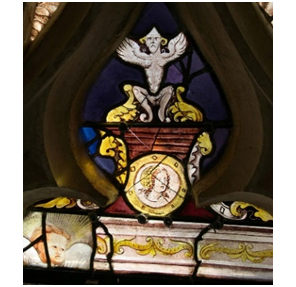
Satyre.

Une Vierge à l'Enfant et une Éducation de la Vierge sont insérées dans la partie basse de la baie, derrière l’autel.

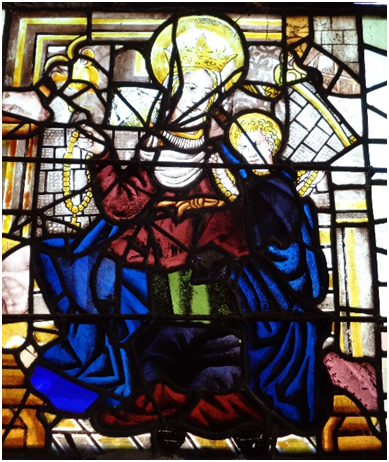
La Vierge à l'Enfant.
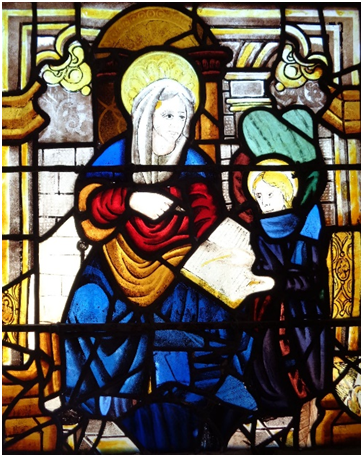
L'Éducation de la Vierge.

Les vitraux de l’abside représentent le Christ entouré de la Vierge et de saint Vallier, patron de la paroisse.

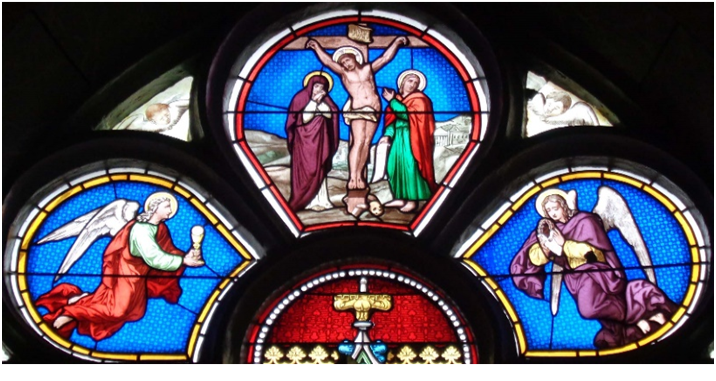
Le Christ entouré de la Vierge et de saint Vallier.

Les autres vitraux datent de 1866. Ils ont été réalisés par Joseph Fanaché, peintre-verrier à Troyes.
Fresques et autels
Le chœur est voûté d’un réseau complexe d’ogives en liernes et tiercerons en étoile qui reposent sur des culots. Cet ensemble a été agrémenté au XIXe siècle d’un décor peint d’angelots et de phylactères.
Sur le mur nord du chœur, une fresque est un véritable document. Elle représente la visite dans la paroisse en 1828, de l’évêque, Mgr Jacques Louis David Seguins de Hons. À ses côtés, l’abbé Tissier, probablement Nicolas Gard, le marguiller et le maire Jean Véry. On aperçoit en arrière plan sur la « Côte », la croix de Mission et à gauche, la maison Tissier appelée plus tard la Providence.

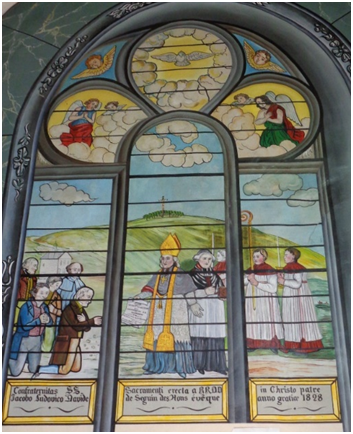
Fresque.

Les autels de style néogothique ont été réalisés ou rénovés vers 1870 sous l’égide de l’abbé Rouby par un artisan habile, M. Charton de Dampierre. 

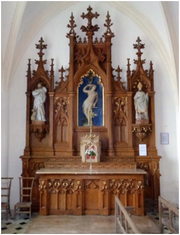
L'autel Saint-Sébastien.
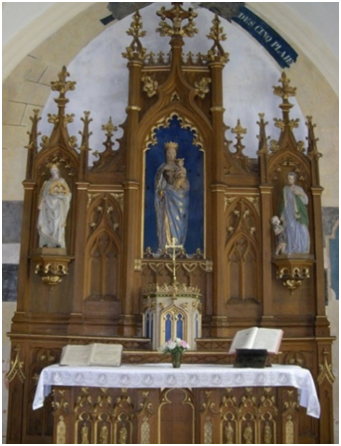
L'autel de la Vierge.
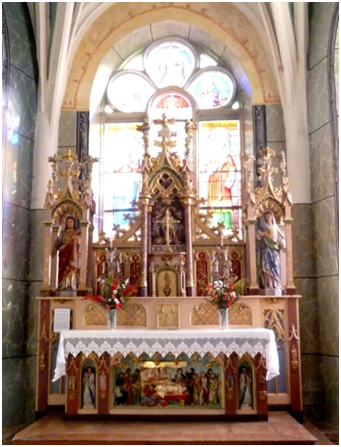
Le maître autel.

Statuaire

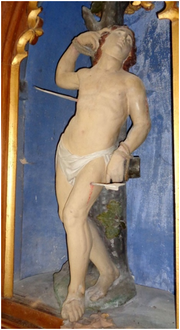
Saint Sébastien (saint antipesteux), en pierre polychrome du XVIe siècle (ISMH 18/08/1985).
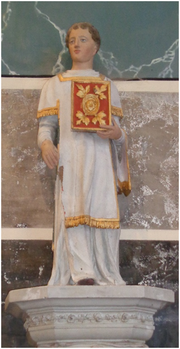
Dans le chœur, la statue en tilleul de saint Vallier, patron de la paroisse, XVIe siècle (ISMH 18/08/1985).
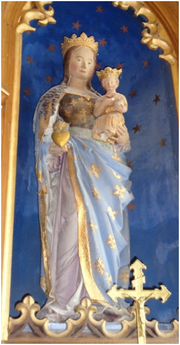
Vierge à l’enfant en pierre calcaire du XVe siècle (ISMH 18/08/1985).
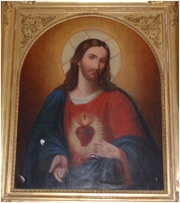
Sacré Cœur de Jésus (toile du XVIIIe siècle).
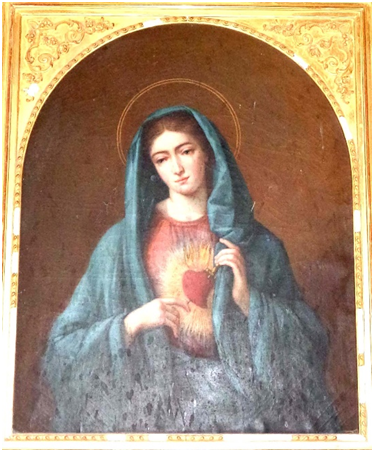
Vierge Marie (toile du XVIIIe siècle).

L’église Saint-Vallier recèle encore de nombreux trésors : un Christ du XVIIIe siècle (ISMH), un chemin de croix et différents objets liturgiques dont un superbe ostensoir.

### Château de Foolz

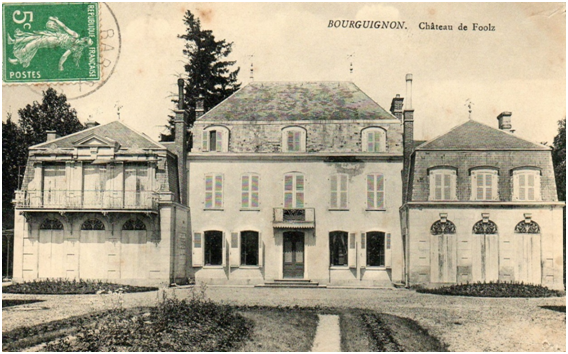
La façade sud du château vers 1910.

Ce nom a pour même origine de Faulx, fay ou fôl, el latin fagus, le hêtre.
Ce site et très ancien car on a trouvé à proximité dans la contrée appelée « La motte », à l’emplacement d’un ancien tumulus, des objets de l’époque néolithique, notamment deux haches en silex.

### Les moulins et la papeterie de Foolz
Les moulins de Foolz, dits aussi moulins de Bourguignons, appartiennent au seigneur déjà au début du XIVe siècle. En 1528, ils furent loués par Gaucher de Dinteville, pour 19 ans, à Claude Bornot, tailleur d’images - Ymagier – (sculpteur) demeurant à Foolz, qu’il a affermé 20 livres au papetier Jean Desmoy. Ils consistaient alors en un moulin à blé, un moulin à papier et un foulon à draps. Claude Bornot mourut en septembre 1542 (ou 1545 ?)
En 1549, Jean Desmoy transmit ses droits à Jean Bompas de Villeneuve. En 1580, le détenteur des droits est le papetier troyen Jean Gouault.
En 1612, Simon Bourbonne, notaire royal à Bar-sur-Seine, vendit à Martin Perrot les moulins à blé et à papier installés dans le même corps de logis. On ignore l’époque de leur disparition.
Il y a eu une tentative de moulin sur la rive gauche peu après la Révolution, mais bâti sans autorisation et sur une terre communale, il a été détruit.

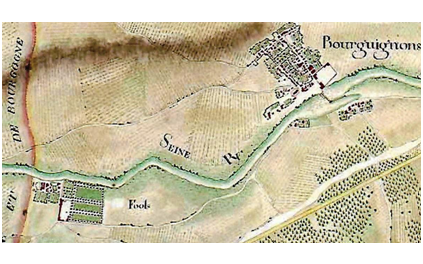
Atlas Trudaine 1745.

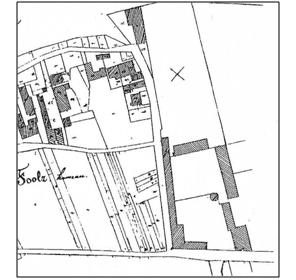
Foolz plan cadastral 1835.

### Les moulins de Bourguignons

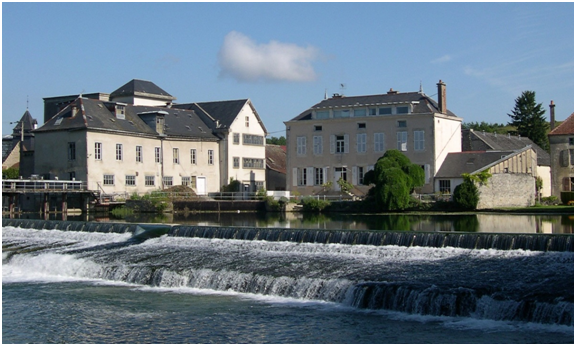
Le moulin et la maison d'habitation.

Au Ier siècle de notre ère, des moulins tournaient déjà à Bourguignons, des moulins archaïques certes, le musée de Troyes conserve deux meules de granit retrouvées dans la Seine qui écrasèrent du grain, ici même, il y a 2000 ans !
Ce n’est qu’aux xie et xiie siècles que naquirent les « Moulins de Bourguignons ». On sait qu’en 1518, Gaucher de Dinteville, seigneur de Bourguignons et bailli de Troyes a consacré 1600 livres pour d’énormes travaux de réfection des moulins à proximité de sa belle demeure seigneuriale.
Une digue sur pilotis a été construite. Elle barre la Seine sur les ¾ de sa largeur et supporte deux moulins à blé, un moulin à papier, un autre à foulons (pour marteler les draps de chanvre afin d’en assouplir la trame) et un cinquième « à esmolder taillans » destiné à l’affûtage des outils, des armes et des couteaux et probablement de l’excellente coutellerie barséquanaise.
Une longue période de difficultés
Une grave épidémie de peste qui sévit dans la région en 1530 et 1531 fit des milliers de morts dont le meunier et trois membres de sa famille. Anne du Plessis, la mère de Gaucher II de Dinteville mit en location l’ensemble des installations à Colin Gauthier moyennant un loyer annuel de 170 livres tournois, deux rames de papier et… six anguilles !
Puis arrivent deux siècles de misères. Marguerite de Dinteville cède sa seigneurie à l’hôpital de la Pitié à Paris pour fonder un hospice de pauvres près du moulin à Bourguignons. Ledit hôpital afferme les moulins et les four et pressoir banaux. La misère est grande, le village ne compte plus que 106 habitants, la conséquence des tailles excessives et les déprédations des soldats de passage. Le roi Louis XIV poursuit des guerres incessantes et les troupes amies ne sont-elles pas aussi dévastatrices que celles de l’ennemi ?  Les hivers rigoureux, les gelées (l’hiver de 1709 peut-être le plus froid du millénaire) et les mauvaises récoltes provoquent une profonde misère.
En 1718, Georges Jubert, marquis du Thil, se porte acquéreur du domaine de Bourguignons mis en vente par l’hôpital de la Pitié. Les moulins comportent toujours deux roues à moudre le blé et un foulon. La meule à affûter a été remplacée par une huilerie. À sa mort, son gendre, César François comte de Châtelux hérite des moulins.
Puis c’est la Révolution, le pain d’avoine et de son moulus font leur apparition. Les moulins connaissent plusieurs propriétaires pour appartenir à Jean-Baptiste Laurey.
La dynastie des Laurey
Jean-Baptiste Laurey est né en 1767. Ses débuts sont décevants. À la mort de son père, ruiné par la dévaluation des assignats, il loue le moulin de Jully en 1791, les affaires reprenant, il achète le moulin de Lenclos, puis revend tous ses biens pour acquérir le moulin de Bourguignons pour 22 600 livres.
L’invasion de la France de 1814 va l’éprouver une nouvelle fois. Incendiés par les soudards de Schwartzenberg, moulin, huilerie, foulon et vannage sont entièrement détruits. Découragé, il quitte Bourguignons pour se réfugier chez son beau-frère à Bar-sur-Seine. Mais il se reprend vite et trouve dans ce pays ruiné les premiers matériaux pour reconstruire. Puis grâce à son frère royaliste qui réside à Paris (lui qui est bonapartiste !), il réussit à réunir les 20 000 F qui lui sont nécessaires grâce aux libéralités de trois têtes couronnées : Louis XVIII, François 1er d’Autriche et l’impératrice son épouse.

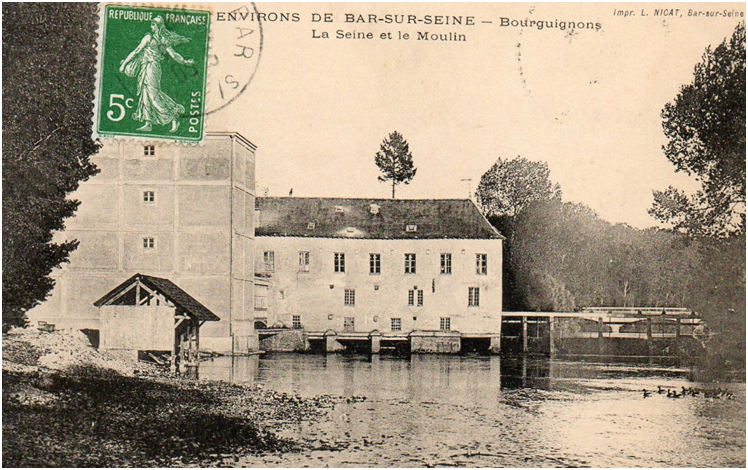
Le lavoir du moulin.

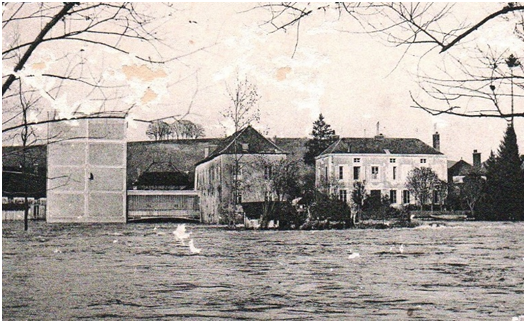
Le magasin à grains en béton armé.

À gauche, le lavoir communal construit en 1902 et démoli en 1927 et le magasin à grains en ciment armé (système Demay Frères à Reims)
C’est le créateur des moulins modernes de Bourguignons et le fondateur d’une belle dynastie meunière. Il meurt en 1844.
Son fils Henri Laurey (1830-1912) lui succède. Il épouse Victorine Poichet des Riceys.
La famille Boccard
La fille d’Henri et Victorine Laurey, Louise, épouse Lucien Boccard (1861-1945), issu d’une très ancienne famille savoyarde. Il reprend le moulin en 1904 puis le modernise progressivement avec la construction du magasin en béton en 1905, puis le modifie profondément à partir de 1925 avec l’installation de nouvelles turbines et du matériel moderne.
C’est une véritable centrale électrique équipée de deux turbines qui est créée avec son ami et associé Assan Farid Dina. La société Boccard & Cie installe en 1927 le réseau électrique basse tension, les transformateurs et l’éclairage public (10 foyers lumineux !) dans la commune.
Louise et Lucien Boccard

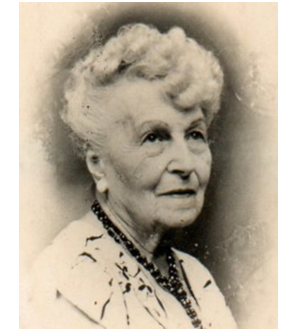
Louise Boccard.

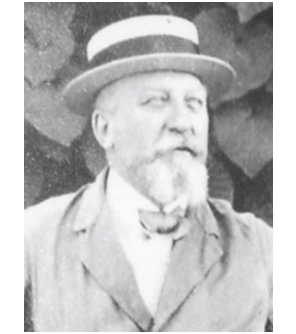
Lucien Boccard.

Leur fils, Georges Boccard, né à Paris en 1899. En 1921, il commence sa vie professionnelle dans le milieu de la graineterie de la société Dreyfus. En 1923, il épouse Marie-Thérèse Galpin qui lui donne deux fils : Daniel et Alain et quatre filles : Geneviève, Marie-Claude, Marie-France et Odile. Il succède à son père à partir de 1929.

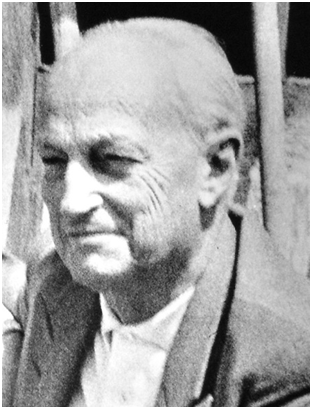
Georges Boccard.

En 1940, il assumera avec efficacité l’exode de tout le personnel du moulin dans une ferme du Morvan et pendant la guerre, il a animé une antenne de Secours national à Bar-sur-Seine.
En 1960, le moulin est entièrement reconstruit et rééquipé en grande partie à cause du développement des aliments pour bétail et d’autre part, de la crue de 1955 qui a endommagé le moulin et arrêté toute activité pendant dix semaines.
Maire de Bourguignons pendant quatre mandats, il réalisera notamment l’adduction d’eau potable de la commune.
Puis Daniel Boccard est entré au moulin en 1948. Après ma mort de son père en 1969, il est contraint pour des raisons économiques impératives : taille de l’entreprise, concentration de la profession, éloignements des débouchés suffisants, de fermer le moulin en avril 1974 et de clore avec regrets la longue histoire des moulins de Bourguignons.
Marié à Michelle Rettmeyer, ils ont eu six enfants : Patrick, Christine, Didier, Pierre-Marie, Armelle et Christophe.

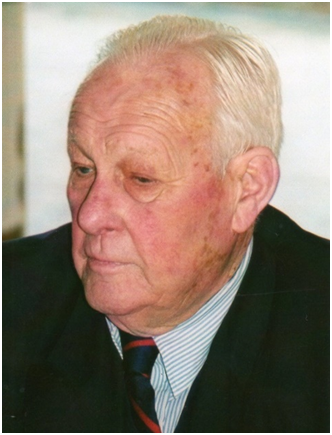
Daniel Boccard.

Maire de Bourguignons de 1969 à 1995, ses réalisations sont nombreuses : les lotissements, le nouveau cimetière, la salle polyvalente, la zone artisanale, les premières tranches de la restauration de l’église… Il a empreint le village de sa personnalité et de son humanisme.
Actuellement
Les bâtiments du moulin ont été achetés en 2007 par les frères Stéphane et Valérie Prunier qui ont remis en état le déversoir et le vannage et programmé le développement de la production électrique.
En 2012, la pose de nouvelles turbines hydrauliques avec des profils redessinés a permis de multiplier considérablement la production électrique, soit l’alimentation en électricité d’environ 5000 familles. Une roue à aubes a été installée sur la rive gauche.
L’ancien moulin à blé est devenu une usine électrique comme celle de Bar-sur-Seine.

### Les lavoirs

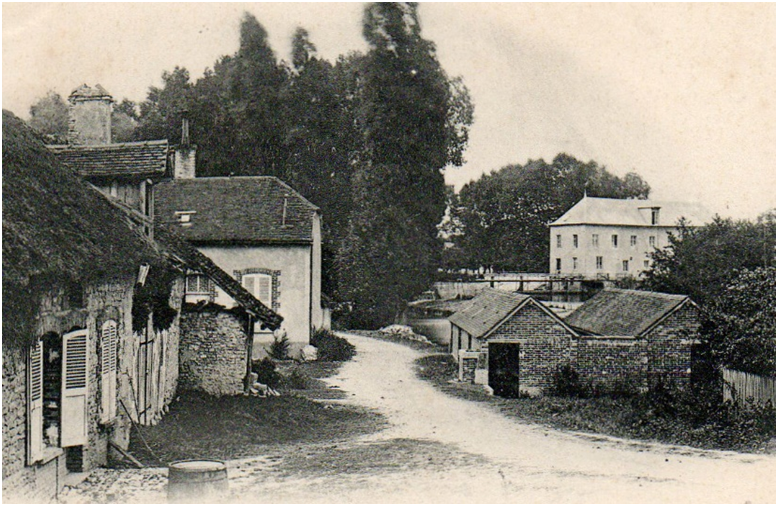
Le lavoir du petit Bourguignons.

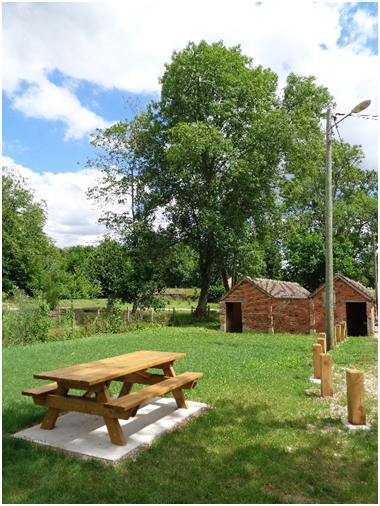
Le lavoir du petit Bourguignons.

Le lavoir du Petit Bourguignons
```
 Le lavoir du Petit Bourguignons, alimenté par une fontaine aujourd’hui disparue, n’était pas couvert à l’origine et son usage était limité aux beaux jours quand il ne pleuvait pas. Aussi, le Conseil Municipal dut l’aménager.
```

Le projet fut accepté par le préfet le 15 juin 1857 et la construction du bâtiment fut réalisée en 1858, par Louis Goussard, Maître-charpentier à Jully s/Sarce, à savoir : maçonnerie, charpente en chêne, bois blanc fourni par 15 peupliers de la commune pour les chevrons et pannes… pour un coût de 450 F.
Ce lavoir, entouré de quatre murs, est appelé à « impluvium central » car il présente une charpente qui permettait aux lavandières d’être à l’abri tout en laissant le bassin à découvert pour y recueillir l’eau de pluie et désembuer l’atmosphère. Le trottoir du bassin est pavé de briques pour empêcher la boue.
Le lavoir du Moulin

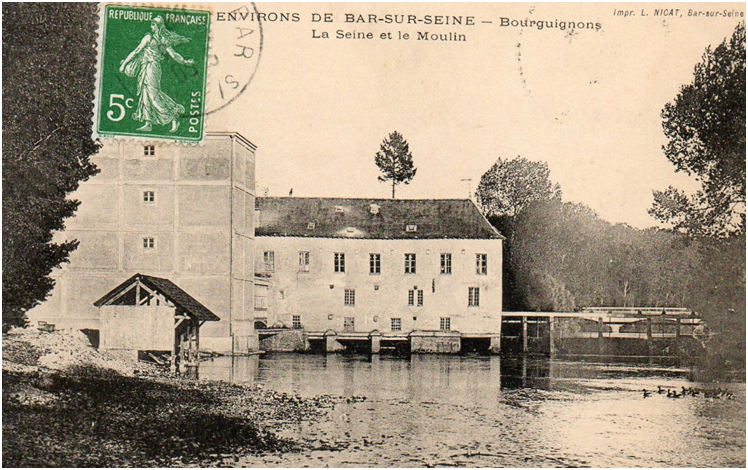
Le lavoir du moulin.

Le projet de construction du lavoir du Moulin en bordure de Seine en aval du moulin a été établi le 14 août 1902 par le conducteur des Ponts et Chaussées de Bar-sur-Seine pour un coût de 3 400 F, comprenant : le terrassement, la maçonnerie en moellons bruts du Châtillonnais et briques, la charpente en chêne et bois blanc, le plancher de chêne pour le lavoir mobile, la couverture de tuiles et les appareils mécaniques divers. M. Henri Laurey, maire et propriétaire du moulin avait décidé de prendre la toiture à sa charge.
Le lavoir du Moulin
Ce lavoir était une construction rectangulaire à trois murs, ouverte sur la rivière. Un système mécanique permettait de lever ou d’abaisser le plancher de chêne au gré du niveau de l’eau.
Le lavoir du moulin a été démoli vers 1927, lorsque la parcelle où il était construit, a été échangée avec la famille Lucien Boccard et Assan Dina, propriétaires du moulin, en contrepartie de l’électrification de la Commune.
La charpente démontée a été remisée dans la grange « au Père Villain » jusqu’en 1948 où elle a enfin été vendue à M. Dubourg de Poligny.

### L’hôpital du Saint-Esprit

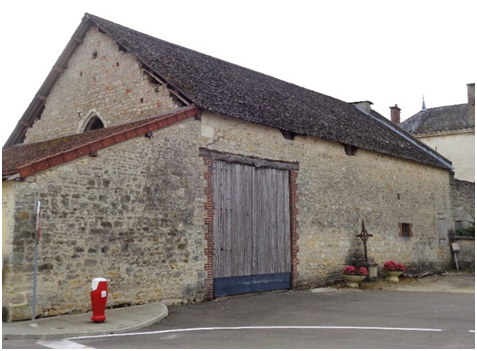
L'ancien Hopital rue du Moulin.

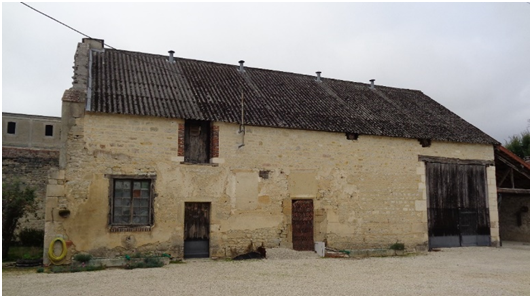
L'ancien Hopital coté cour.

Au carrefour de la rue du Moulin et de la rue du Pont-Neuf, une baie gothique, masquée en partie par le toit d’un garage apparaît sur le mur de la propriété de M. Herbert Clerc. Cette ouverture témoigne de l’emplacement, il y a quatre siècles, d’un ancien hôpital dit « du Saint-Esprit ».
C’est Marguerite de Dinteville, épouse de Joachim de Dinteville, lieutenant général des provinces de Champagne et de Brie, seigneur de Bourguignons et de Foolz, qui fit acte notarié le 7 août 1596 par lequel elle déclarait donner aux habitants un fief pour y établir un hôpital avec chapelle, à la charge de trois messes par semaine pour le repos de son âme et pour nourrir les habitants malades, tant que le revenu de 2000 livres pourrait y suffire.
Causes de la donation
L’acte nous apprend que les habitants ont été ruinés par les troubles des guerres pour avoir tenu le parti du roi Henri IV, « clause sainte, ajoutait la donatrice, et qui fera toujours honneur aux habitants du dit village ».
En effet, la tradition rapporte que le pays de Bourguignons fut bien des fois pendant ces guerres de religion de 1563 à 1595, pillé et brûlé presque complètement. Seules trois maisons échappèrent en partie à l’incendie : le presbytère, l’habitation actuelle de Simon Normand et une partie de la grange d’Herbert Clerc.

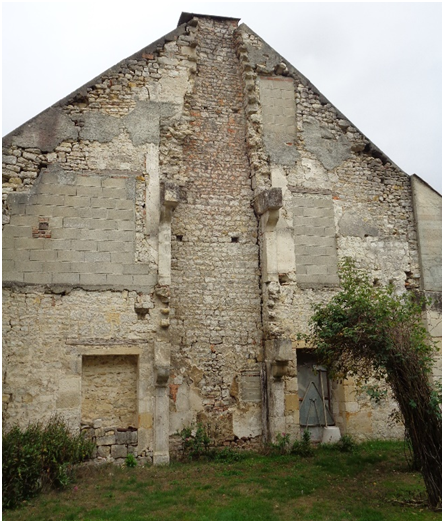
L'ancien Hopital cheminée coté sud.

Marguerite de Dinteville décéda fin 1596.  Ses héritiers, la famille de Cazillac, voulurent respecter la donation en réalisant l’établissement projeté. Dans un acte de 1636, François II de Cazillac indique que l’hôpital « n’a pas esté basty et construict commodément pour l’hébergement des pauvres comme il estait en résolution de la faire faire ». Il ajoute que la ressource de 2000 livres ne suffisait pas pour payer les charges projetées.
Convention avec l’hôpital de la Pitié
En conséquence, de Cazillac se déchargea de l’hôpital et donna à perpétuité aux administrateurs de la Pitié à Paris, la terre de Bourguignons, à charge pour eux d’entretenir dans leur maison de la Pitié « douze pauvres garsons nays dedans les dicts lieux de Bourguignon et de Fols, depuis l’aage de neuf ans et au-dessus, les faire instruire dans la crainte de Dieu, leur faire apprendre à lire et à escrire et les mettre à mestier ou à l’estude des bonnes lettres selon qu’il sera jugé à propos. » et qu’ils seront entretenus, tant sains que malades, jusqu’à l’âge de 21 ans et à leur sortie, il sera donné à chacun un habit neuf, six chemises « honnestes » et convenables et une somme de 50 livres tournois en argent.
Le 11 juin 1636, les habitants de Bourguignons ratifièrent la donation.
Les garçons de la paroisse n’allèrent jamais à Paris
Les intentions de Marguerite de Dinteville étaient louables mais peu réalisables. Elle avait voulu fonder un hôpital à l’instar de celui de Beaune mais les sommes allouées étaient très insuffisantes. Par ailleurs, les pauvres de Bourguignons n’envoyèrent jamais leurs enfants à Paris, d’une part à cause de l’éloignement, et d’autre part, parce que les enfants constituaient une bonne main d’œuvre pour les travaux des champs.
Dédommagement
Dans les premiers temps, l’hôpital de la Pitié envoya chaque année des sommes assez considérables au pauvres de la paroisse en dédommagement de ce qu’ils n’envoyaient pas leurs enfants à Paris. Puis à la longue la charité se ralentit, de 2000 livres prévues, on passa à 1000 puis après une nouvelle réclamation, et un arrêt du Parlement, on adjugea aux pauvres 300 livres par an, remises entre les mains du curé.
Vente de la terre de Bourguignons
L’Hôpital Général vendit la terre de Bourguignons en 1718 au sieur Duthil tout en ayant soin d’obtenir le consentement des habitants qui acceptèrent.
Puis les bâtiments transformés en ferme ont abrité de nombreuses familles dont les plus récentes, les familles Jorry, Gard, Dupire et Clerc.

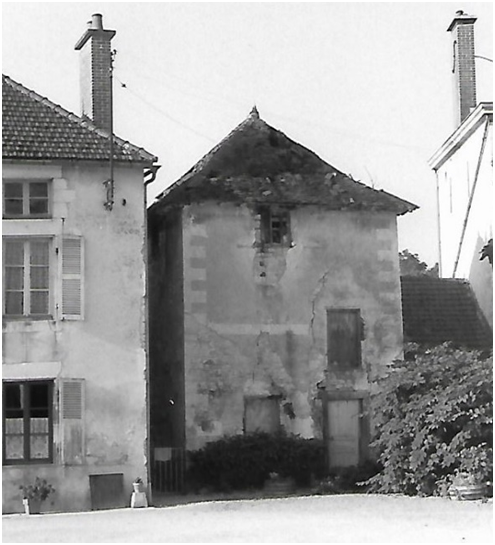
L'ancien Hopital pigeonnier.

Cet hôpital dont le fonctionnement a été éphémère, a cependant contribué à aider les pauvres de Bourguignons pendant près d’un siècle.
Dans la cour existait jusqu’en 1994, un vieux pigeonnier dont le nombre important de boulins situait l’importance de la ferme.   

### La maison de la Providence

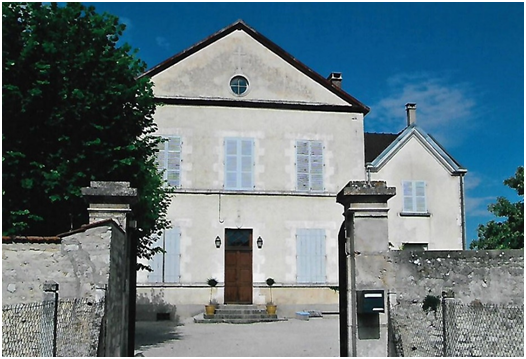
La maison de la Providence.

Le curé Nicolas Tissier, desservant la paroisse depuis 1824, avait projeté en 1829, de construire une « maison de la Providence » destinée à l’éducation des jeunes filles et aux soins des malades.
Le terrain situé à l’ouest de la rue de l’Église a été acquis par le curé et sa sœur, Marie Victoire Tissier, en religion sœur Louis de Gonzague, et la maison construite sur leurs fonds propres et aussi par les dons que des personnes charitables leur ont confiés à cet effet.
Deux ans plus tard, le curé écrivait : « Il manquait encore bien des choses à l’établissement pour être accompli, outre un cabinet en ordre pour coucher les pensionnaires et quelques placards, une pharmacie à composer d’une collection de toutes les herbes salutaires et des premiers remèdes qui peuvent être donnés en attendant le médecin, ainsi que divers travaux : plafonds à refaire, grenier à enduire, mur de clôture à réaliser autour de la cour et du jardin avec une grande porte plus solide et l’extension du hangar au N-E de la cour. Il eut été souhaitable enfin, de placer une belle statue de la Vierge dans la niche disposée au couchant ».
Des sœurs furent envoyées de Reims puis de Troyes pour instruire les jeunes filles.
Bénédiction de la Providence
La maison dite de la Providence et spécialement la chapelle érigée à l’intérieur de cette maison destinée à recevoir des sœurs pour le soin des enfants, des pauvres et des malades, a été bénie le 24 février 1835, par Nicolas Boigegrain, chanoine honoraire de Troyes et supérieur de la congrégation des sœurs de la Providence à Troyes, d’après l’autorisation de Mgr Jacques Louis David Seguin de Hons, évêque de Troyes, de nombreux curés des paroisses voisines et Nicolas Tissier, curé de Bourguignons, ainsi que les sœurs Marie-Hélène Martin, dite sœur Mathieu et Marie-Anne Privée dite sœur Florence, de MM. Jean Véry, ancien maire, Jean-Bernard Patin, instituteur, Edme Puissant, ancien laboureur, de demoiselle Marie Victoire Tissier, propriétaire de la maison et d’un grand nombre de fidèles.
La maison fut proclamée s’appeler désormais du nom de la Providence comme étant l’œuvre de la Providence et étant d’ailleurs consacrée à recevoir des sœurs qui portent ce nom.
Devant toutes les filles rangées dans la grande salle de classe, les sœurs ont reçu « les recommandations qui devaient faire constamment la règle de leur amour et de leur dévouement pour la précieuse jeunesse qui leur était confiée ». Ensuite a été bénie la chapelle consacrée à la sainte Enfance de Jésus et à l’Immaculée Conception de la Vierge Marie.
Les institutrices

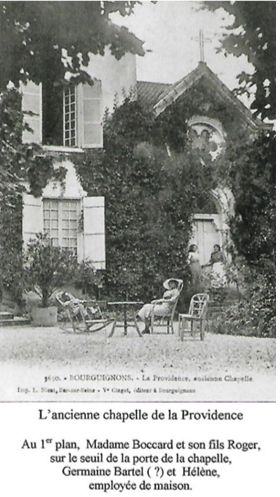
L'ancienne chapelle de la Providence.

Depuis cette date de nombreuses institutrices, toutes sœurs de la congrégation de la Providence de Troyes, se sont succédé jusqu’en 1895 pour instruire les jeunes filles de la paroisse et aussi pour soigner les malades.
En 1864, le curé Nicolas Tissier et sa sœur Victoire Tissier, religieuse de la communauté des Sœurs Célestines de Provins, léguèrent la maison de la Providence à la congrégation des Sœurs de l’Instruction chrétienne de la Providence à Troyes.
Vers 1900, à la suite du départ des sœurs et par conséquent de la fermeture de l’école, la maison fut mise en vente.
La famille Boccard s’y installa, d’abord Lucien Boccard, son épouse Louise Laurey et leurs enfants, puis en 1928, leur fils Georges et son épouse Marie-Thérèse qui la firent restaurer à la suite d’un incendie en 1930 et y vécurent avec leurs enfants jusqu’en 1969, et enfin son petit-fils Alain et son épouse Annick de 2001 à 2005.

### Les trois cafés
Il n’y a plus de café à Bourguignons depuis 1980, date de la fermeture de l’Auberge de la Place à la suite du départ à la retraite des tenanciers, M. et Mme Antoine et Geneviève Millan.
Jusqu’en 1930, il existait trois cafés à Bourguignons, ce qui peut paraître beaucoup mais à la fin du XIXe siècle, la population comptait 513 habitants. Ainsi, dans les années 1900-1920, la gent masculine, presque exclusivement, faisait vivre : le café-restaurant de la Place et le café Champdaveine tous deux dans la rue de l’Église, et le café Welker, dans la rue du Moulin.
On y allait régulièrement surtout en fin de journée pour y boire un ballon ou une chopine entre copains, ou acheter son tabac. Les anciens, en particulier, y passaient de longs après-midi à y jouer aux cartes – à la belote ou à la coinchée et parfois, au billard russe. Mais on y entrait surtout pour rencontrer ses compatriotes et s’informer aussi bien des affaires communales que des ragots du village ou du canton.
Le « bistrot » était aussi un passage privilégié pour accueillir les conseillers municipaux après leur réunion, les fidèles à la sortie de la messe, les retrouvailles après les enterrements, les réunions électorales…
Pour améliorer leurs ressources, certains cafés tenaient également restaurant, épicerie ou même coiffeur. Ceux qui disposaient d’une salle suffisamment grande, organisaient bals ou banquets, banquets de communion ou de mariage, banquets annuels des pompiers, des chasseurs, des anciens, quelquefois de la meunerie…
Le café Robin puis café de la Place

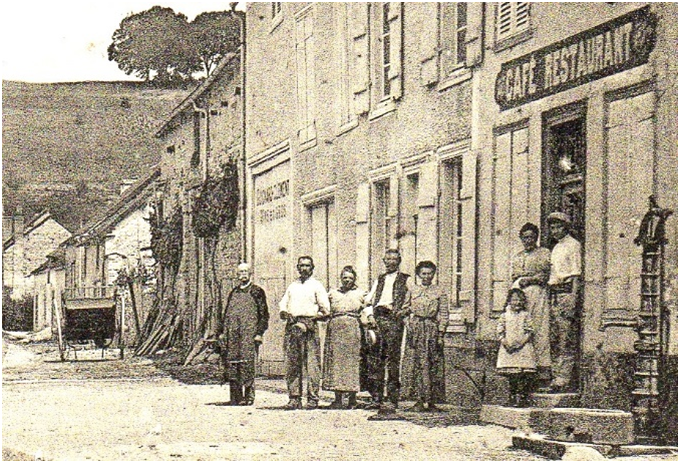
Café Robin.

C’était le café le mieux situé, en face de la mairie, de l’église et du cimetière.
Au début des années 1900, il était géré par la famille Petit, puis Marie Petit épouse Hyacinthe Fricot et leur fille Léontine. Ils tenaient en même temps, café et épicerie. Puis vers 1920, il a été repris par la famille Robin, Adolphe et Adrienne et leur fille Madeleine. En dehors de la gestion du café, Adolphe Robin assumait les fonctions de maire (de 1929 à 1945). Il était également « violonneux » à ses heures et animait assez souvent les bals et les mariages, notamment dans la grande salle le long de la rue du Four-Banal.
Ensuite, le café a été tenu par M. Maitrot aidé de Gina Ramoni, plus tard épouse Louis Villain. Puis en 1960, sont arrivés M. et Mme Antoine et Geneviève Millan.
Dès lors, les travaux du lac et notamment la construction du canal d’amenée ont créé une recrudescence d’activité dans la région et amené des ouvriers à venir quotidiennement fréquenter l’auberge de la Place pour s’y restaurer et même pour y loger dans les trois chambres du premier étage. Antoine tenait le bistrot pendant que Geneviève, excellente cuisinière, préparait les repas, aidée de José Cazanave qui habitait également au premier étage de l’auberge.
Le café Champdaveine

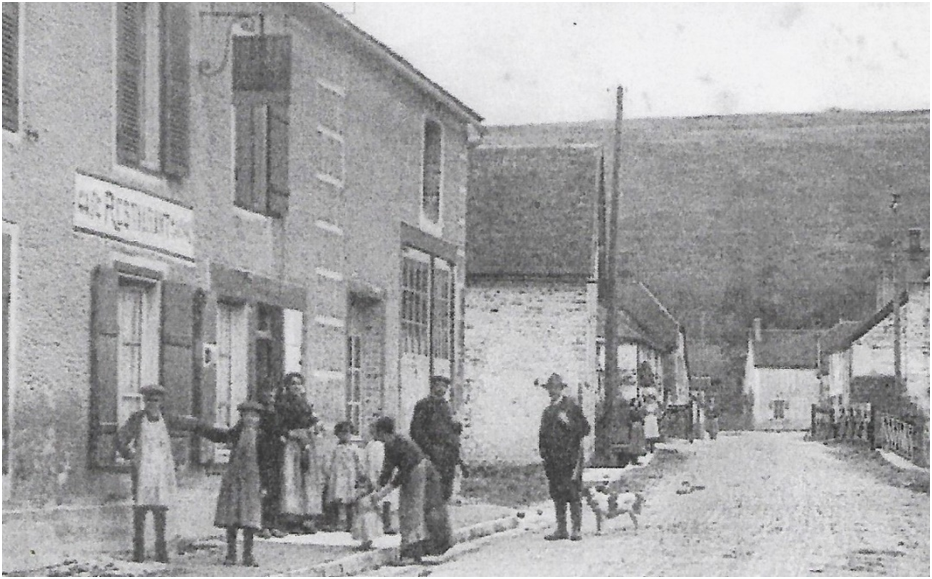
Café Champdaveine.

Il se trouvait 7, rue de l’Église entre la mairie et la Providence,
Au début du xxe siècle, il était tenu par le couple Paul et Lucie Champdaveine. Mais Paul ayant péri sur le champ de bataille de la Somme en 1916, c’est sa veuve qui a poursuivi son activité.
L’établissement faisait café et restaurant et offrait, au premier étage, une grande salle notamment pour des banquets. Pendant la guerre de 1914-18, les soldats cantonnés à Bourguignons pour leur préparation militaire, aimaient le fréquenter car c’était le seul à disposer d’un piano mécanique installé dans l’actuel garage.
Ce café-restaurant a fermé entre les deux guerres.
Le café Welker

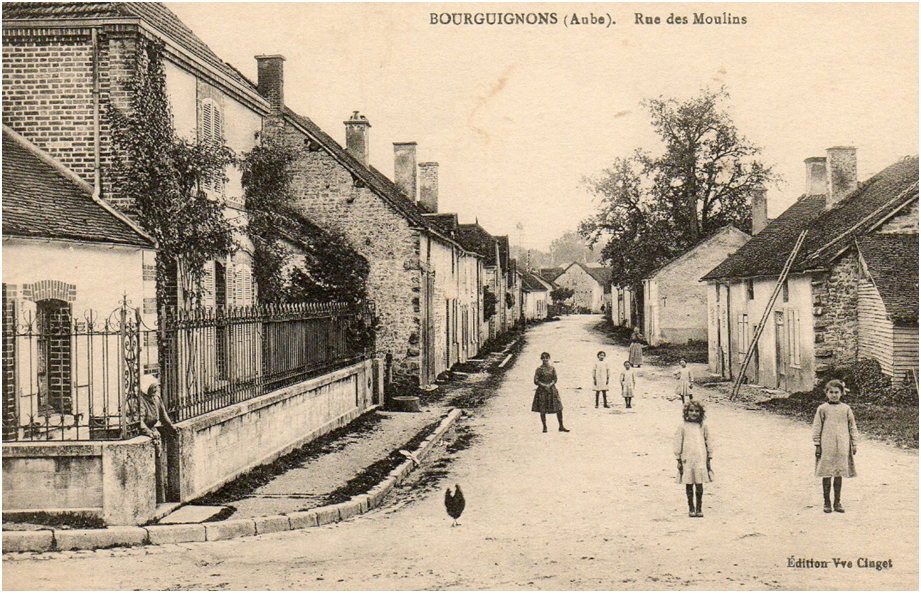
Café Welker.

Cet « estaminet » était situé au no 18 de la rue du Moulin.
Dans les années 1880, il appartenait à la veuve Lambert qui le céda à sa fille, épouse Claude Chaffin, en février 1895.
Il échut ensuite à Mme Marguerite Welker. Son fils tenait le café et faisait le coiffeur pour hommes. Ayant acheté un vélomoteur, on le surnommait « Pétrolette ». On raconte qu’il improvisait des concours du plus gros mangeur d’œufs durs et offrait la tournée au vainqueur.
N’ayant pas une grosse clientèle, il a fermé juste après la guerre, vers 1948.

### La mairie

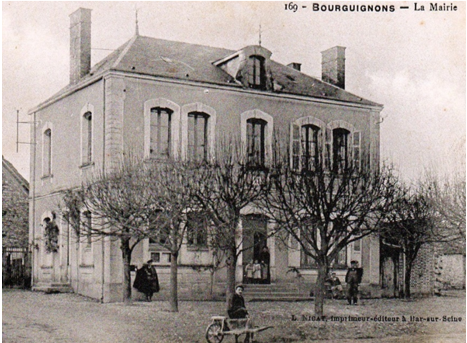
La mairie 1910.

(La mairie-école vers 1910. Sur le perron, le maître, Paul Leclerc, attend ses élèves et à gauche, le facteur relève le courrier)
Sa construction a été décidée en 1862. Le conseil municipal de l’époque présidé par Henri Laurey, maire, et Nicolas Guyot, adjoint, a adjugé les travaux de construction de la mairie-école le 8 janvier 1864 à MM. Papin et Mouchotte, entrepreneurs à Bar-sur-Seine pour une somme de 18 000 F. La direction des travaux a été confiée à M. Dutelle, architecte également de Bar-sur-Seine. La réception des travaux a eu lieu le 25 avril 1866.
Depuis cette date, le bâtiment a abrité l’école au rez-de-chaussée, à gauche, et la salle de la mairie au 1er étage. La partie droite était réservée au logement de l’instituteur.
En 1970, à la suite de la fermeture de la classe des petits du rez-de-chaussée, l’agencement du bâtiment a été complètement remanié. La salle du conseil municipal est descendue à la place de l’école et un logement spacieux a été aménagé dans tout le 1er étage pour l’instituteur désormais chargé d’une classe unique. Quant au secrétariat de mairie, il a intégré la partie droite du rez-de-chaussée attribuée auparavant au 2e enseignant.
Le bâtiment a été rénové en 1987 par l’entreprise Zilioli de Bar-sur-Seine et présente depuis une belle façade de pierres jointoyées.

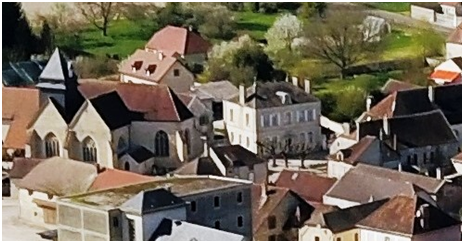
La mairie en 1987.

Au centre du village, près de l’église, la mairie.
La salle du conseil municipal et celle du secrétariat de mairie ont été réaménagées en 2011 sous la maîtrise d’œuvre du cabinet Juvenelle pour un coût avoisinant les 110 000 €. Des locaux accueillants et modernes.
Depuis, l’appartement du 1er étage qui avait logé pendant presque un siècle, une quinzaine d’enseignants, notamment Étienne Delaunay (1886-91), Paul Leclerc (1892-1922), Marie-Louis Bruillon (1923-38), Madeleine Vandermeersch (1938-58), Monique Lasnet (1960-70) et Didier Framery (1968-99), est loué depuis 1981 à des particuliers.

## Personnalités liées à la commune
- Jean Garnier (1540-1607), bénédictin né à Bourguignons, docteur à la Sorbonne, chapelain, prédicateur du roi Henri IV et évêque de Montpellier[17].
- Joseph Arsène Blavoyer (1815-1884), député de l'Aube. Il possédait une habitation dans le hameau de Foolz, en compagnie de son fils Jules Blavoyer[17].

## Héraldique
| Armes de Bourguignons | Les armes de Bourguignons se blasonnent ainsi : D’azur au pont de trois arches d’argent maçonné de sable posé sur une jumelle du même, surmonté de trois épis de blé tigés et feuillés d’or rangés en fasce, celui de dextre posé en bande, celui du milieu en pal et celui de senestre en barre, au chef du même chargé d'une aigle bicéphale de sable. |